# 4a edició dels Premis Mestre Mateo
La 4a edició dels premis Mestre Mateo fou celebrada el 19 de març de 2006 per guardonar les produccions audiovisuals de Galícia del 2005. Durant la cerimònia, l'Academia Galega do Audiovisual va presentar els Premis Mestre Mateo en 26 categories. La gala, que fou retransmesa en directe per Televisión de Galicia, va tenir lloc al PALEXCO de la Corunya, fou presentada per Luis Piedrahita, juntament amb Iolanda Muíños.
El llargmetratge León e Olvido va obtenir el premi a la millor pel·lícula i a la millor actriu (Marta Larralde), mentre que Jorge Coira i Carlos Sedes foren guardonats amb el premi a la millor direcció per la sèrie As leis de Celavella, produïda per Voz Audiovisual per TVG.

## Premis
Els guanyadors són els que apareixen en primer lloc i destacats en negreta.
| Millor pel·lícula | Millor director |
| --- | --- |

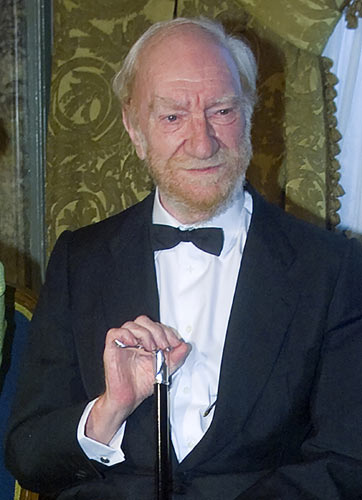
Fernando Fernán Gómez, millor actor

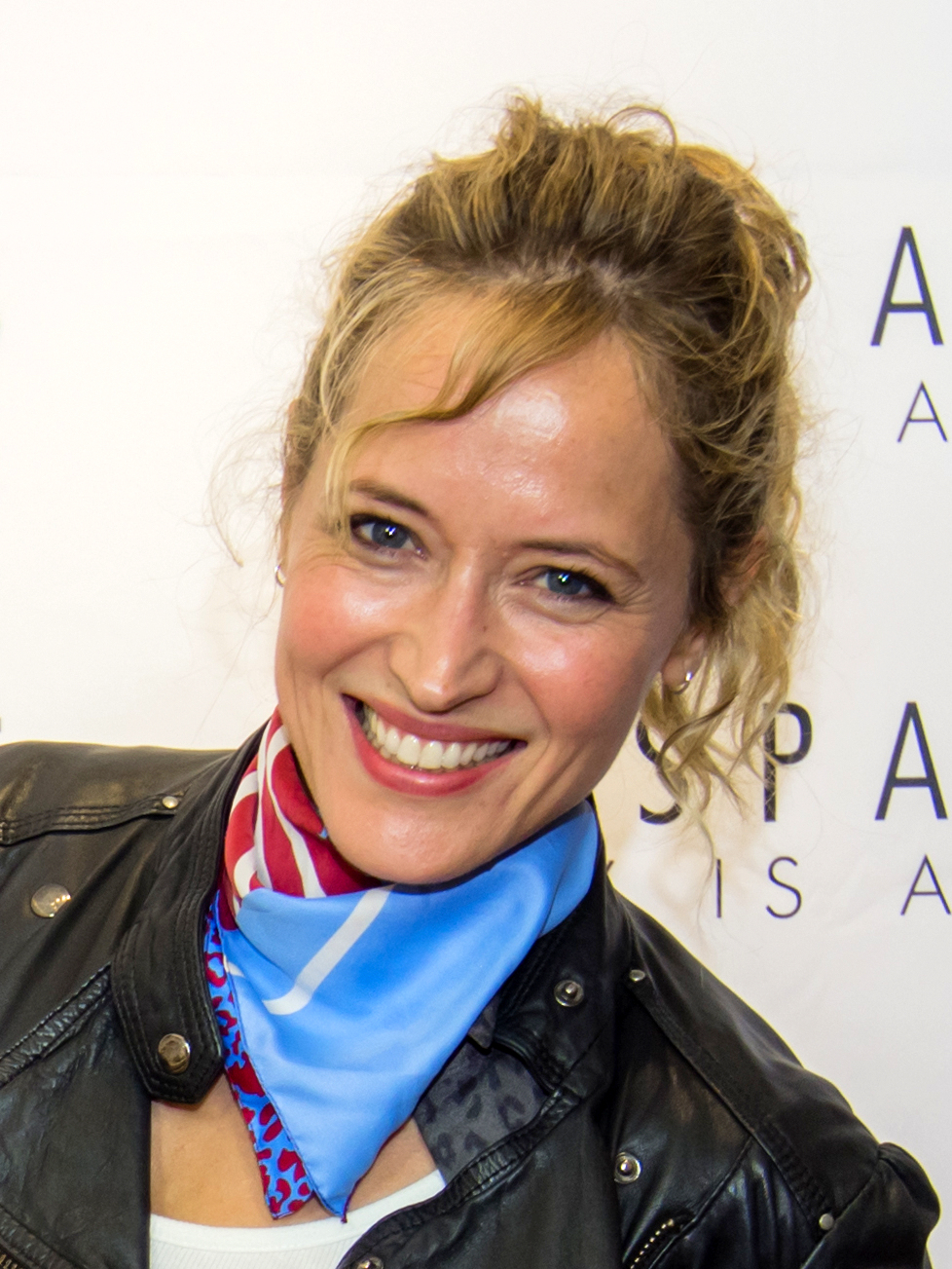
Marta Larralde, millor actriu

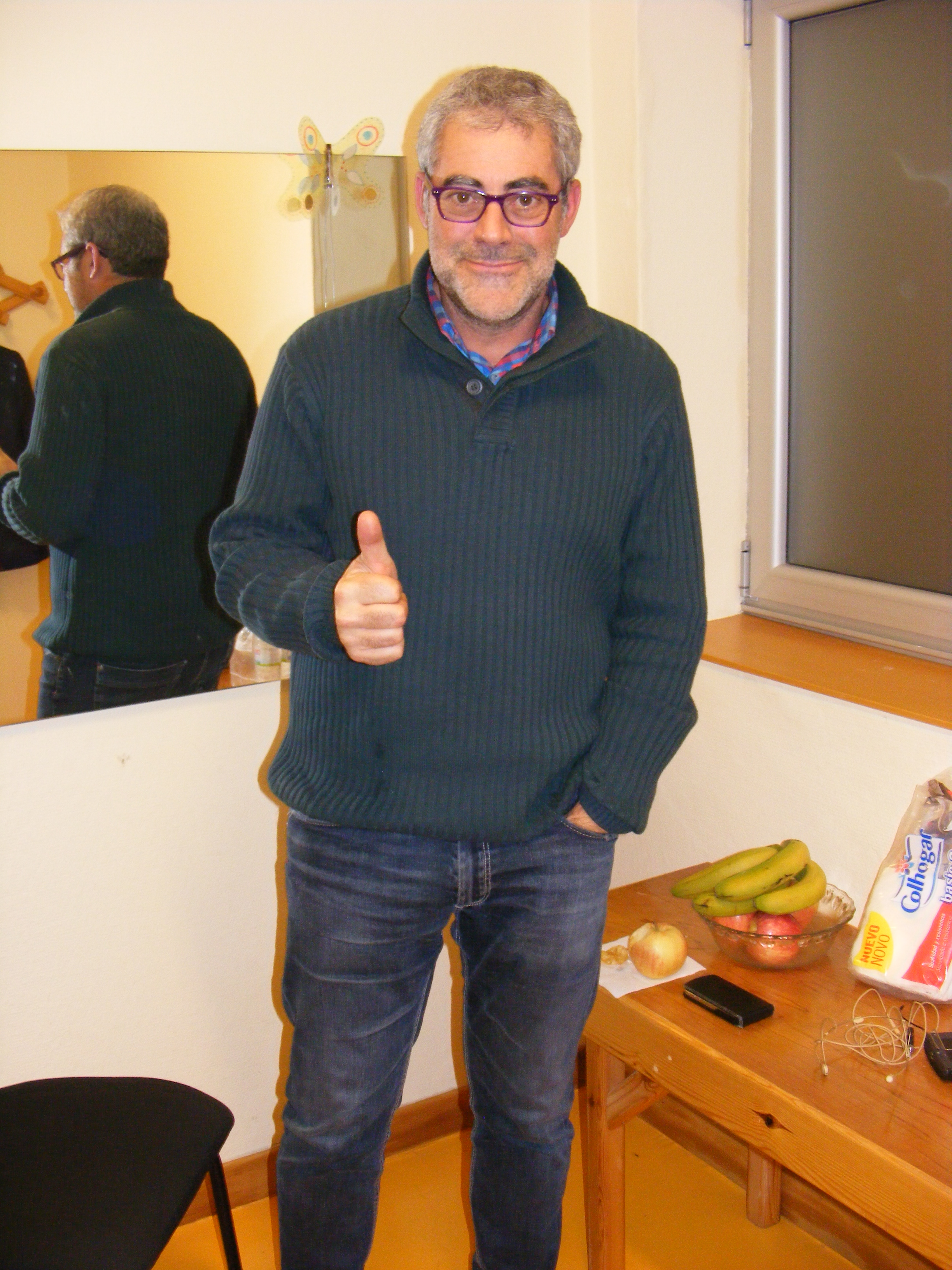
Carlos Blanco Vila, millor actor secundari

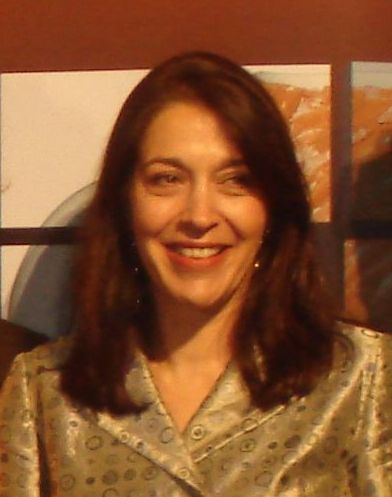
María Bouzas, millor actriu secundària

| - León e Olvido – Xamalú Filmes, El paso PC i TVG - O soño dunha noite de San Xoán – Dygra Films S.L. - Heroína – Continental Producciones, Tornasol, Milú Films i TVG - Para que non me esquezas – Continental Producciones i TVG             | - Jorge Coira i Carlos Sedes – As leis de Celavella - Manolo Gómez i Ángel de la Cruz – O soño dunha noite de San Xoán - Patricia Ferreira – Para que non me esquezas - Xavier Bermúdez – León e Olvido                                                             |
| Millor actor | Millor actriu |
| - Fernando Fernán Gómez - Para que non me esquezas - Antonio Durán "Morris" – Pratos combinados - Ernesto Chao – Pratos combinados - Xosé Barato – 4º sen ascensor - Xosé Luís Bernal – Terra de Miranda                                       | - Marta Larralde - León e Olvido - Adriana Ozores – Heroína - Cristina Castaño – 4º sen ascensor - Iolanda Muíños – Libro de familia |
| Millor actor secundari | Millor actriu secundària |
| - Carlos Blanco Vila - Heroína - Avelino González – As leis de Celavella - Gonzalo Uriarte – Libro de familia - Manuel Millán Vázquez – Pratos combinados - Monti Castiñeiras – Libro de familia - Víctor Mosqueira - Para que non me esquezas | - María Bouzas - Heroína - Camila Bossa – As leis de Celavella - Mabel Rivera – Máis ca irmáns - Marta Etura – Para que non me esquezas - Rosa Álvarez – Libro de familia                                                                                           |
| Millor guió | Millor realitzador |
| - As leis de Celavella - Carlos Aires, Xosé Castro i Andrés Mahía - O soño dunha noite de San Xoán – Ángel de la Cruz i Beatriz Iso Soto - León e Olvido – Xavier Bermúdez - 4º sen ascensor – Xosé Morais, David Ríos i Xosé Antón Moure      | - As leis de Celavella - Jorge Coira i Carlos Sedes - Libro de familia – Giselle Llanio Rosaba - Con C de cultura – Rubén García Loureda - 4º sen asecensor – Toño López Ríos                                                                                       |
| Millor film documental | Millor documental |
| - El país de Nomeacuerdo – Anxo Fernández Producciones S.L. - Exilios, Lorenzo Varela (Machina) – Acuarela Comunicación S.L.L. - Viceversa, non me chames estranxeiro – Acuarela Comunicación S.L.L.                                           | - As voces do Prestige – Directo de Información e Divulgación S.L. - En son de Paz – Saga TV - Hanan. De Marrocos a Galica. O que nos une – Ibisa Tv S.L - Sempre Xonxa en Petín – Vía Láctea Filmes, Visafilmes, Zozo Films i Domingo Díaz PC                      |
| Millor sèrie de televisió | Millor programa de televisió |
| - As leis de Celavella – Voz Audiovisual S.A. - 4º sen ascensor – Filmanova S.L. e La Región - Libro de familia – Editorial Compostela S.A. - Terra de Miranda – Voz Audiovisual S.A.                                                          | - Consumidores – TVE Centro Territorial de Galicia - Implícate Gala 2005 – 4 free minds |
| Millor direcció de producció | Millor direcció artística |
| - Alfonso Blanco i Paula Fernández – As leis de Celavella - Josean Gómez – Heroína - Juan Nouche i José Francisco Barba Escribá – O soño dunha noite de San Xoán - María Liaño – 4º sen ascensor                                               | - Antonio Pereira – As leis de Celavella - Alberto Taracido – O soño dunha noite de San Xoán - Marta Villar – 4º sen ascensor - Rodrígo Roel – León e Olvido |
| Millor comunicador de televisió | Millor muntatge |
| - Yolanda Castaño – Mercuria - Begoña Fontenla – Telexornal Mediodía - Manuel Pampín – Telexornal Fin de semana - Mayte Cabezas – A revista de fin de semana TVG                                                                               | - O soño dunha noite de San Xoán – Mercedes Arcones, Juan Galiñanes i Ángel de la Cruz - As leis de Celavella – Manu Mayo - León e Olvido – Javier Alberto Correa Hartley - Libro de familia – Martín Fiallega                                                      |
| Millor banda sonora | Millor so |
| - O soño dunha noite de San Xoán – Arturo Kress i Artur Guimarâes - Heroína – Lucio Godoy - As leis de Celavella – Nani García - Terra de Miranda – Piti Sanz                                                                                  | - As leis de Celavella – Rubén Bermúdez i Victor Seixo - O soño dunha noite de San Xoán – Carlos Faruolo i Jaime Fernández - León e Olvido –Ibiricu - Libro de familia – Son do Tagalem                                                                             |
| Millor fotografia | Millor maquillatge i perruqueria |
| - Mentíndolle á vida – Suso Bello - O soño dunha noite de San Xoán – Alejandro Bálsamo - Heroína – Alfredo Mayo - As leis de Celavella – Xosé Manuel Neira                                                                                     | - As leis de Celavella – Ana Muíño i Noelia Arcay - 4º sen ascensor – Fannybell, Carolina Varela i Óscar Aramburu - Libro de familia – Raquel Fidalgo e María Barreiro - León e Olvido – Trini F. Silva                                                             |
| Millor producció de publicitat | Millor producció interactiva |
| - Caixanova " Onde nacen as ideas" – I.A.C.E. S.L. Lúa Films - Compostela, Capital de compras – Saga TV - Making Off "Pataghorobí" – Ecola de Imaxe e Son de Vigo - Making Off Gala Premios Mestre Mateo 2004 – Ecola de Imaxe e Son de Vigo   | - O Mando Manda – Interacción CIM S.L. - Percebe – Saga TV - Web Avelino González – Desoños, S.L - Web Dygra Films – Dygra Films S.L. |
| Millor curtmetratge | Millor curtmetratge d'animació |
| - Te quiero mal. Ciega por primera vez – Ficción Producciones S.L. - Mártires – Ignacio Benedeti Cinema S.L. - Redondeo – Ciudadano Frame, S.L. - Rosas – Mr. Misto Films S.L                                                                  | - El retorno de la ley – Dygra Films S.L. - Boiro – Matriuska Producciones S.L. - Canon – Master en Creación i Comunicación Digital - Dioses del Nilo – Master en Creación e Comunicación Digital - km53 – Producciones Vigo, Escola de Imaxe e son de Vigo e EGACI |
| Millor disseny de vestuari | Millor film de televisió |
| - As leis de Celavella – Ruth Díaz - Heroína – Estíbaliz Markiegi e Marta Anta - Terra de Miranda – Mari Seoane i Julia Rodríguez - Libro de familia – Marta Anta i María Fandiño - León e Olvido – Rodrigo Roel                               | - Mentíndolle á vida – Adivina Producciones, Just Films e General Video Productions - Máis ca irmáns – Continental Producciones, Diagonal TV, Toma 27, TVG, Televisión de Cataluña, Canal Sur Televisión                                                            |

## Premis especials

### Premi d'Honor Fernando Rey
- Marcial Lens

### Premi José Sellier a la trajectòria empresarial
- Equip de cinema Imaxe da Coruña